# گراستوبینگ
گراستوبینگ (به آلمانی: Großstübing) یک منطقهٔ مسکونی در اتریش است که در گراتس اومگبونگ واقع شده‌است. گراستوبینگ ۱۷٫۷۷ کیلومتر مربع مساحت دارد ۵۴۳ متر بالاتر از سطح دریا واقع شده‌است.